# Glossier
Glossier（グロシエ）は、2014年、Emily Weissによって創設されたニューヨーク発の化粧品ブランド（会社）。フランス語の「dossier」（人物調査書）との造語。2018年にはユニコーン企業の仲間入りを果たした。

## ブランドの特徴
基礎化粧品、化粧品、ボディ化粧品、フレグランスなど、美容全般の商品を取り扱っている。
スキンケアが第一で、次にメイクアップ（SKIN FIRST. MAKEUP SECOND.）という考え方。そうすることでメイクアップは修正ではなく楽しいものになる。
Glossierの従業員は顧客から始まっているため、チームは常に顧客志向である。
SNSによるカスタマーコミュニケーションを重視している。
2016年末にオープンしたブランドショールームは、ニューヨークのLafayette Streetというチャイナタウンにあり、「Glossier Showroom」と「Glossier You」の二つが存在する。前者は白とピンクを基調としており、後者は赤が基調のインテリア。

## 商品
全てパラベン、アルコール未使用。商品構成はシンプルで、2018年2月現在、20種類程度。
スキンケア「フェーズ1セット」、メイクアップ「フェーズ2セット」はともに40ドルで販売。
人気商品「Boy Brow」は、発売直後1万人の予約待ちとなったことで有名。Allure Best of Beauty 2016や、Teen Vogue 2015 Game Changersなどのコスメ大賞を受賞している。約1,800円。
Glossier Youは2017年10月に発売されたフレグランス。ショールーム「Glossier You」にて、オンライン完全予約制で利用できる。
日本への配送はまだ行っていないが、Amazon、BUYMA、naturacart、eBay、Net-a-porterなどによる購入が紹介されている。

## その他
「ポストGlossier」と呼ばれよく比較されるブランドが「Milk Makeup」。